# آلفونس فان براندت
آلفونس فان براندت (به انگلیسی: Alfons Van Brandt) بازیکن فوتبال اهل بلژیک و عضو تیم ملی فوتبال بلژیک است که در تاریخ ۱ نوامبر ۱۹۵۰ میلادی اولین بازی ملی‌اش را مقابل تیم ملی فوتبال هلند انجام داد. او در ۳۸ بازی ملی حضور داشت و جمعاً ۳۳۸۰ دقیقه برای تیم ملی فوتبال بلژیک به میدان رفت. آلفونس فان براندت آخرین بازی ملی خود را در تاریخ ۸ دسامبر ۱۹۵۷ میلادی در برابر تیم ملی فوتبال ترکیه انجام داد. وی در بازی‌های ملی‌اش گلی به ثمر نرساند.